# Hans von Aachen

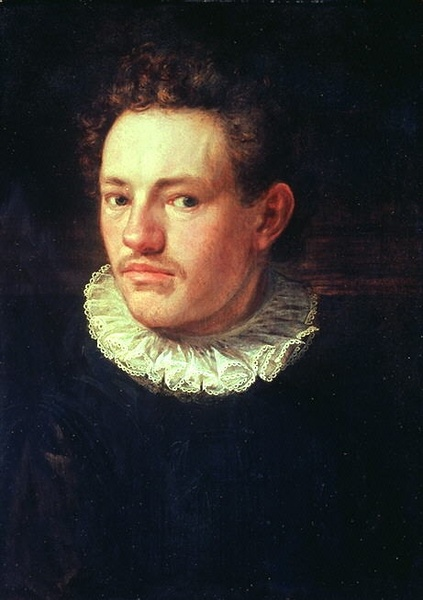
Hans von Aachen 1574.

Hans von Aachen o Johann von Aachen (Colonia, 1552 - Praga, 4 de marzo de 1615) fue un pintor alemán

## Biografía
Desde su infancia mostró un gran talento por la pintura. Trabajó como aprendiz para Jerrigh, pintor flamenco que tenía su estudio en Colonia. Llegó a ser un notable retratista, pintando además temas religiosos y mitológicos, algunos de los cuales presentan escenas descaradamente eróticas. Algunas de sus obras pueden verse en el Kunsthistorisches Museum de Viena.
Hacia 1574 visitó Venecia y Roma quedando profundamente impresionado por los trabajos de Tintoretto. A su vuelta, introdujo el manierismo en Alemania. En 1592 le nombraron pintor de cámara del emperador Rodolfo II.
En Italia estudió a Miguel Ángel y los manieristas. Pintor de la aristocracia y  cortesano, sus retratos se aprecian por su valor histórico. También dejó cuadros de tema religioso y mitológico, y otros de género burlesco. 

## Obras
- Retrato de la poetisa Madonna Laura.
- Retrato de Madonna Venusta.
- Venus y Adonis.
- Yan el sabio.
- El baño de Betsabé.
- El triunfo de la Justicia, (1598).
- Júpiter y Calixto. Obra quemada por los nazis en Dresde en 1944 por su marcado erotismo. Existe una copia en Berlín.
- El juicio de Paris (1588) (museo de Douai)

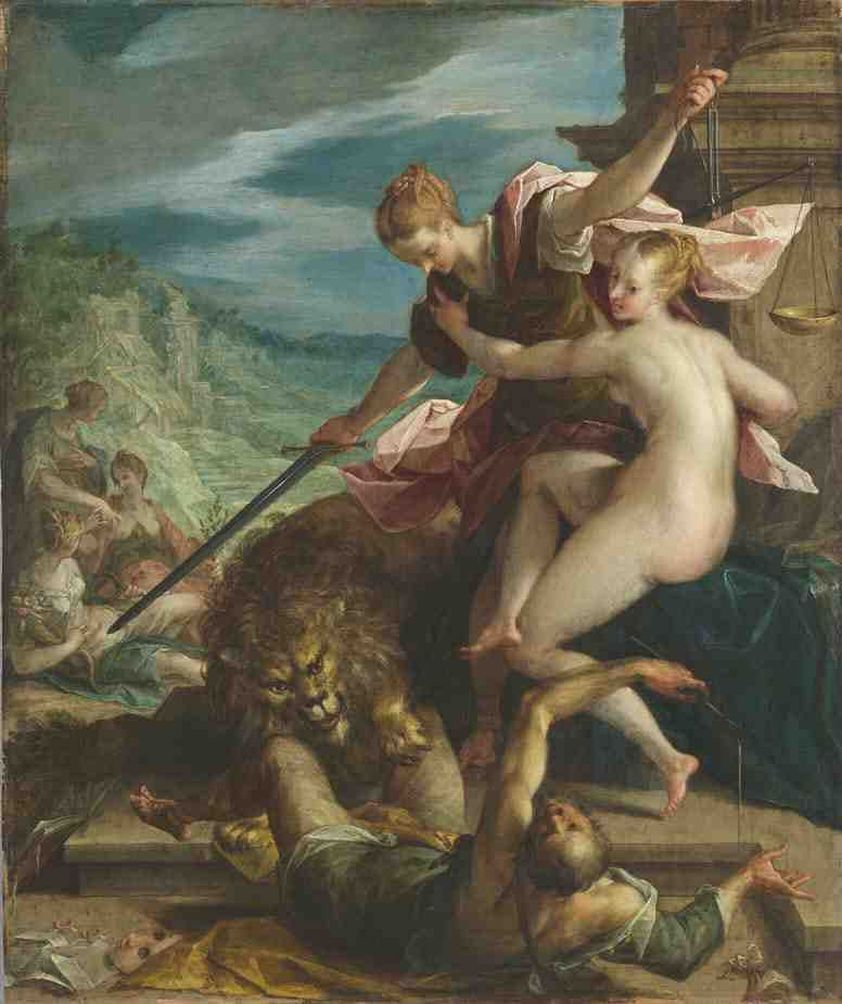
El triunfo de la verdad (1598), Alte Pinakothek, Múnich
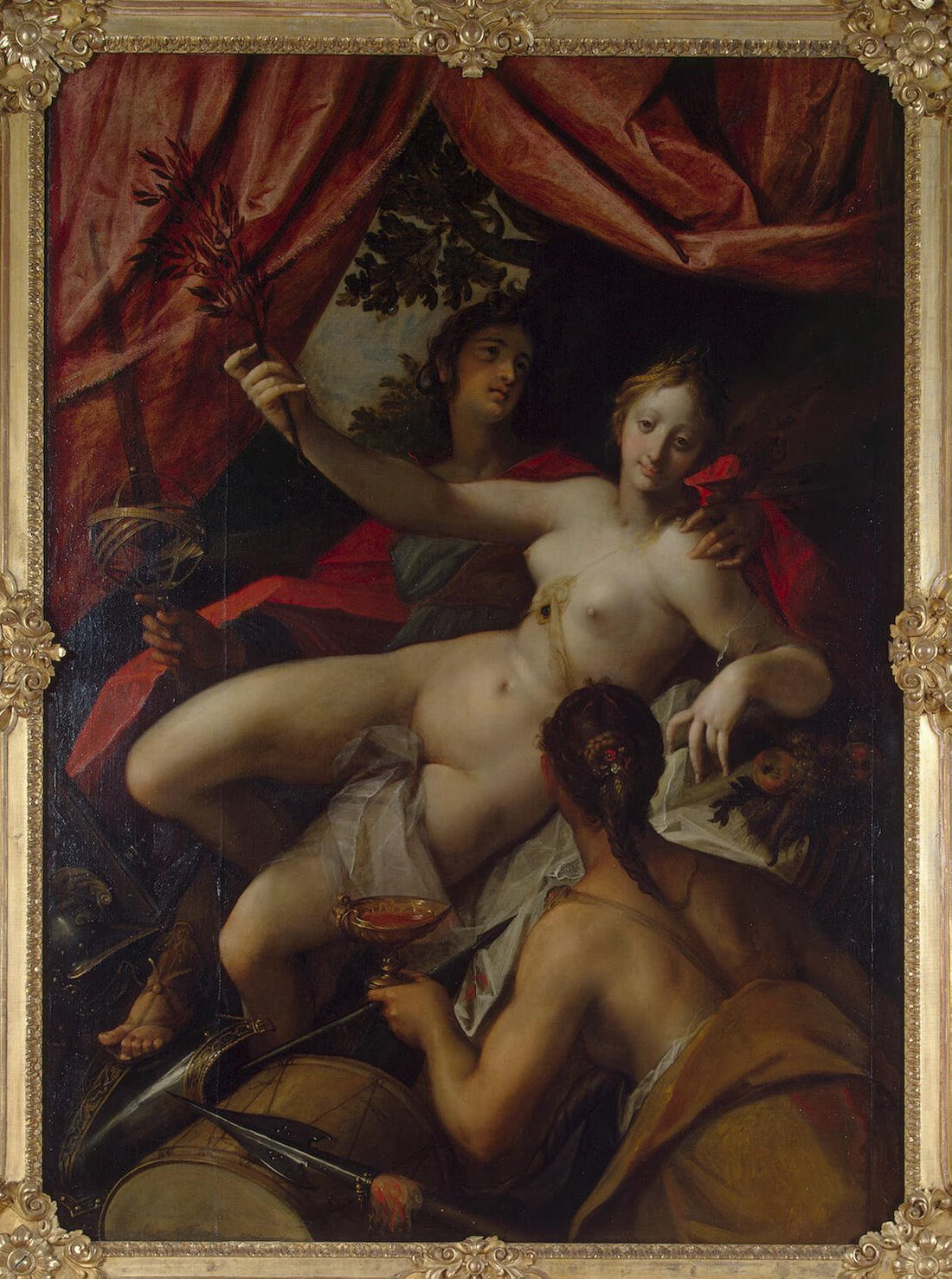
Alegoría de la paz(1602),
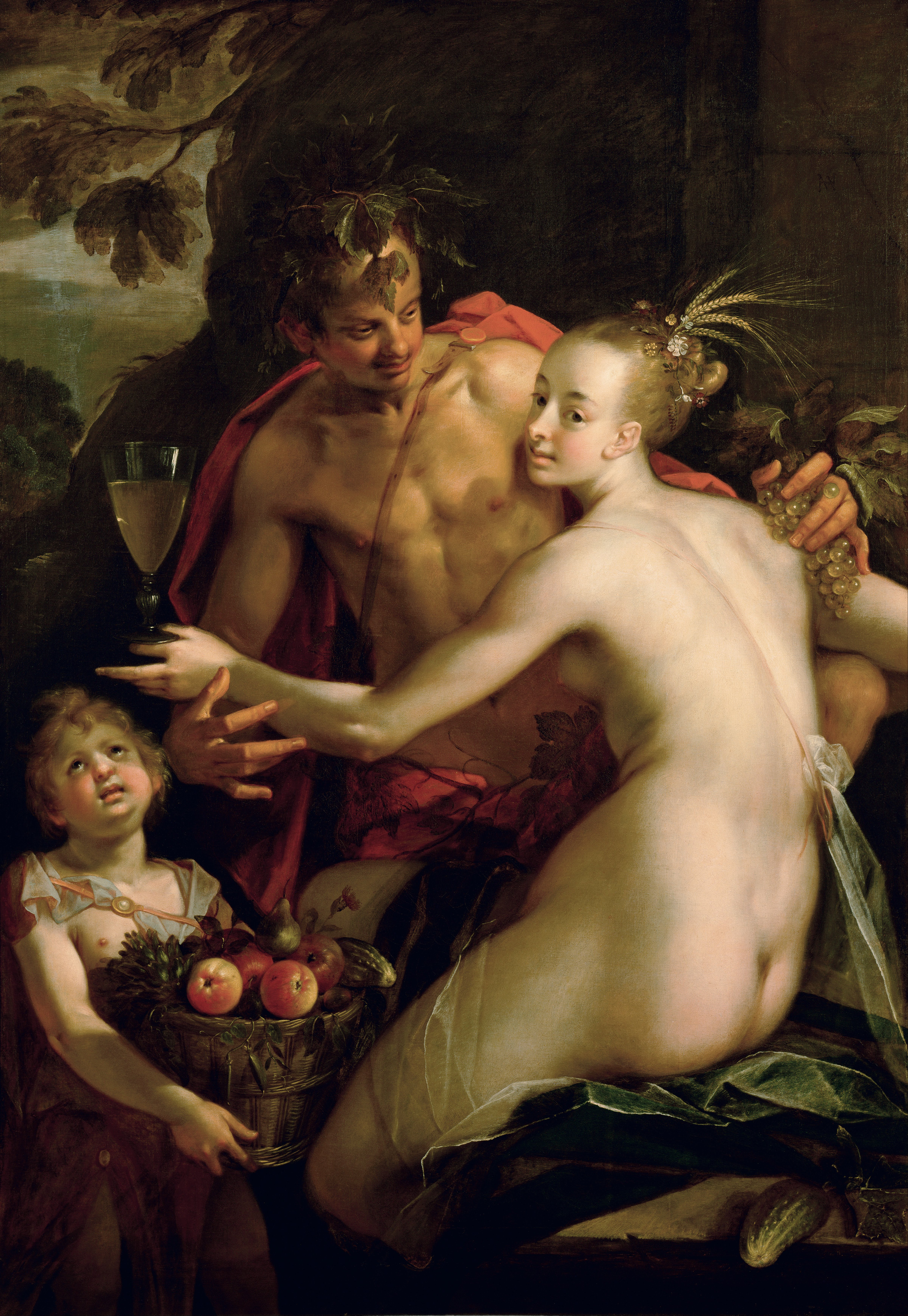
Baco, Ceres y Cupido